# Famille Dukagjini

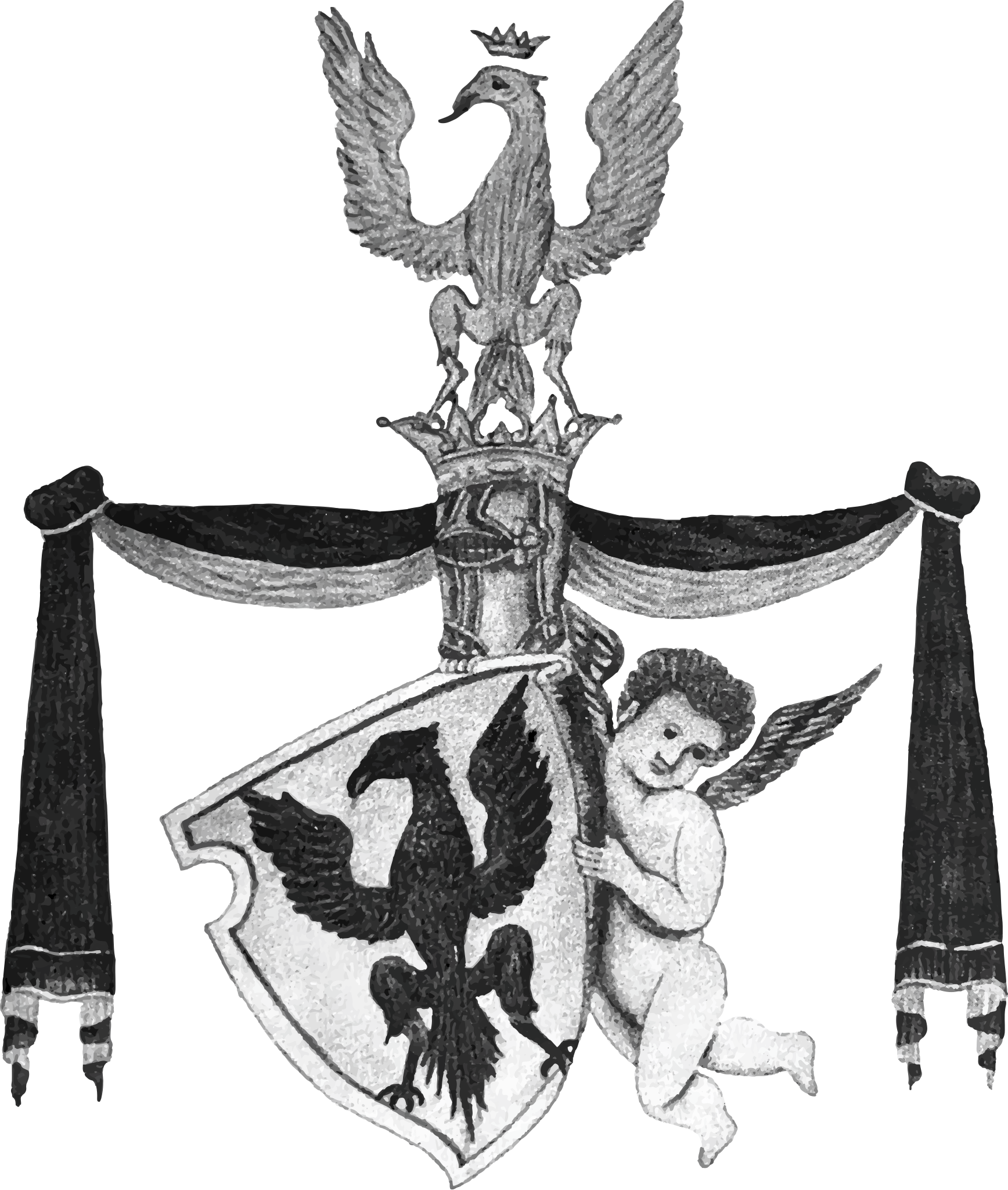
Blason de la famille Dukagjini

La famille princière Dukagjini (en latin Ducaginus, en italien Ducagini) était l'une des familles les plus puissantes de la noblesse albanaise durant l'époque médiévale. Bon nombre des membres de cette famille rejoint la ligue de Lezha de Skanderbeg durant la guerre civile qui oppose les rebelles albanais à l'Empire ottoman.

## Origines
L'origine de la famille n'a pas encore été définitivement élucidée. Le nom « Ducagini » dérive probablement du latin Dux (chef) et du nom commun « Gjin » (prénom albanais pour « Jean »).
L'histoire des Dukagjini remonte à l'époque des croisades, lorsque les hommes de Duca Gentius (« Duc Jean »), chef militaire d'une tribu gothique et ancêtre de la famille Dukagjini/Ducagini, s'installent à Shkodër (ou Shkodra), au confluent des rivières Drin et Buna.

## Histoire
La famille Dukagjini occupe une position exceptionnelle dans l'histoire de l'Albanie et a été l'une des plus importantes familles féodales médiévales d'Albanie.
Entre 1190 et 1216, le domaine des Dukagjini était vassalisé à la principauté d'Arbëria.
En 1372, après la chute de l'Empire serbe, les Dukagjini s'opposent aux Balšić, princes de Zeta, et aux Branković, princes de Raška, pour le contrôle de la région.
En 1387, les frères Pal et Lekë I Dukagjini fondent la principauté de Dukagjini, autour de Lezha qui devient la capitale de cette principauté, et signent un accord commercial avec la république de Raguse.
Dès 1393, la ville de Lezha fut donnée à la république de Venise alors que la principauté était sous pression ottomane.
En mars 1444, Pal Dukagjini (en) (Paolo Ducagini, 1411-1458) et son parent Nikollë (en) (à ne pas confondre avec le fils de Pal, Nikollë Pal Dukagjini (en)) – en tant que vassaux de Lekë Zaharia, seigneur de Sati et Danja  –  participent à l'assemblée de résistance des nobles albanais aux doubles invasions vénitienne et ottomane, dite Ligue de Lezha, dont ils deviennent des figures aux côtés du Dominus Albaniæ Georges Castriote  « Skanderbeg », puis prennent part à la guerre albano-vénitienne de 1447-1448.

## Armoiries
Les armoiries des Dukagjini se composaient d'un aigle blanc unicéphale sur fond bleu.